# Testrina
Testrina is een geslacht van wantsen uit de familie van de Scutelleridae (Pantserwantsen). Het geslacht werd voor het eerst wetenschappelijk beschreven door Walker in 1867.

## Soorten
Het genus is monotypisch en bevat alleen de volgende soort:

- Testrina wolfi (Fabricius)